# Dalbergia congesta
Dalbergia congesta är en ärtväxtart som beskrevs av Robert Wight och George Arnott Walker Arnott. Dalbergia congesta ingår i släktet Dalbergia, och familjen ärtväxter. IUCN kategoriserar arten globalt som starkt hotad. Inga underarter finns listade i Catalogue of Life.